# カナダ保守党
カナダ保守党（カナダほしゅとう、英語：Conservative Party of Canada、フランス語：Parti conservateur du Canada）は、カナダの中道右派の保守政党。カナダ自由党と二大政党を形成している。現在の党首はピエール・ポワリエーヴル。国際民主同盟加盟。口語ではトーリー党とも呼ばれる。

## 歴史
ブリティッシュ・コロンビア州、オンタリオ州、オタワ・ガティノー首都圏、ケベック州モントリオールを基盤とし、1993年総選挙以来、ほぼ唯一の全国政党として政権与党の座を占めてきた中道左派の自由党に対抗するために、中西部三州、アルバータ州、サスカチュワン州、マニトバ州を基盤とする右派政党のカナダ同盟と、伝統ある中道右派政党だったが小政党に転落したカナダ進歩保守党の2党が、2003年12月に合併し結党された。結党直後に行われた総選挙では政権交代には至らなかったが、99議席を獲得して選挙前を上回った。
ポール・マーティン政権に対する内閣不信任可決（2005年11月）を受けて行われた2006年1月23日の総選挙では比較第一党となり、少数与党ながら政権を獲得することに成功した。2008年10月14日の総選挙では、改選前の127議席から143議席に議席数を伸ばして引き続き第一党の座を確保したが、過半数を確保することは出来なかった。2011年5月2日に行われた総選挙では167議席を獲得し、念願の単独過半数を確保して3期連続で政権を維持した。
2015年10月19日に行われた総選挙では議席を大幅に減らし99議席しか獲得できなかった一方、自由党は単独過半数を獲得して第1党の座を奪回したため、保守党は約10年ぶりに下野した。以降、2019年、2021年と総選挙で自由党に及ばなかったが、ジャスティン・トルドー政権の支持率は低迷し、2025年1月の退陣表明の時点で保守党は自由党に支持率で20％以上の差をつけるなど政権交代が有力視されていた。しかしトルドーの後任のマーク・カーニーがカナダに対し強硬策をとるドナルド・トランプ米大統領に対抗する姿勢を見せたことで自由党は支持率を回復し、保守党は同年4月の総選挙でも自由党に及ばず、ピエール・ポワリエーヴル党首が落選するという憂き目にあった。

## 政策
様々な政治的背景や歴史を持ちながらも比較的新しい政党として、様々な背景の党員や支持者に対応しているカナダ自由党同様、連邦政府レベルのカナダ保守党はいわゆる「包括政党」と表現されるが、基本的には中道右派から右派の政治的立場をとっている。大ざっぱに言うとカナダ保守党は保守主義のカナダ的モデル及び財務的保守主義を基盤にしている。その他党内には自由保守主義、社会保守主義、右派ポピュリズム、リバタリアン保守主義とメディアから呼ばれる党員も含まれている。
カナダ保守党は結党にあたり、財政の説明責任、個人の権利と自由の尊重、立憲君主制への支持、議会制度およびカナダの民主的プロセス、強固な国防、法と秩序、カナダの歴史と伝統の尊重、そしてすべてのカナダ人に対する平等な扱いを、党の核となる理念および原則として掲げ、統一された綱領を策定している。
近年の保守党政権は消費税（GST）を7%から5%へ引き下げるなど、累進課税による経済成長と財政健全化を柱としており、経済成長モデルにおいても政府よりも市場を重視したものであった。このように、カナダ西部を中心としたオイルサンドなどの石油業界を中心とした資源産業が大きな支持基盤となっている。
前身の右派政党のカナダ同盟は宗教右翼・キリスト教原理主義・新自由主義の影響が強く、信仰熱心なカナダ中西部の農村部の支持政党でもあるが、ハーパー政権はカナダ同盟出身であるが、実際の政策においてはこのような右翼色は抑えていた。
移民の受け入れには消極的だったが、経済水準維持のため現在は推進している。ただ、かつての政権ほど積極的ではなく、カナダの経済成長に見合った移民（経済移民）を受け入れるという選択を行っている。地球温暖化の提起にも懐疑的である。人工妊娠中絶の是非をめぐる議論では禁止を主張する党員が多いが、党則としては「中絶規制立法は支持しない」とされており、ピエール・ポワリーブル現党首も「首相となっても、女性の生殖的権利を制限するいかなる法律や規制にも賛成しない」と述べている。
また、銃規制の緩和を支持している。外交面においてはアメリカ合衆国との同盟関係を重視する。

## 歴代党首
太字は首相経験者
- ジョン・リンチ・スタントン（英語版）（暫定） 2003 - 2004
- スティーヴン・ハーパー 2004 - 2015
- ロナ・アンブローズ（英語版）2015 - 2017
- アンドリュー・シーア（英語版） 2017- 2020
- エリン・オウトゥール  2020- 2022
- キャンディス・バーゲン (政治家)（英語版）（暫定）2022
- ピエール・ポワリエーヴル2022 -

## 総選挙における党勢推移
太字は総選挙に勝利し、与党となった、又は与党を維持した年
| 年         | 当選 |
| ---------- | ---- |
| 2004年選挙 | 99   |
| 2006年選挙 | 124  |
| 2008年選挙 | 143  |
| 2011年選挙 | 166  |
| 2015年選挙 | 99   |
| 2019年選挙 | 121  |
| 2021年選挙 | 119  |
| 2025年選挙 | 144  |

出典：Elections Canada